# Delitti in Paradiso - Feste in famiglia
Delitti in Paradiso - Feste in famiglia (It's Behind You) è un film per la televisione del 2023, tratto dalla serie televisiva Delitti in Paradiso. Ideato come speciale natalizio, il film si colloca temporalmente tra la dodicesima stagione e la tredicesima stagione della serie.
È stato trasmesso in prima visione assoluta il 26 dicembre 2023 da BBC One, mentre in Italia è stato trasmesso da Rai 2 il 28 dicembre 2023.

## Trama
La responsabile marketing Debbie Clumson (Bronagh Waugh) vola a Saint Marie per trascorrere il Natale con i suoi datori di lavoro, la ricca famiglia Stableforth. Ma non appena arrivata, il capofamiglia Gerald (Geoff Bell) muore dopo essere caduto in un burrone in quello che sembra essere uno strano incidente, e poco dopo Debbie scompare. Con un caso complesso tra le mani e poche prove che suggeriscano un movente per entrambi i crimini, Neville è perplesso; mentre l'arrivo di sua madre Melanie (Doon Mackichan) complica ulteriormente le cose. Nel frattempo, Marlon e Naomi si scambiano inaspettatamente un bacio alla festa di Natale del Commissario.

## Accoglienza
Nel Regno Unito è stato visto da 6 609 000 telespettatori.
In Italia è stato visto da 1 399 000 telespettatori con il 7,69% di share.